# Uruguay op de Olympische Zomerspelen 1956
Uruguay nam deel aan de Olympische Zomerspelen 1956 in Melbourne, Australië. Tijdens de vorige Spelen werd twee keer brons gewonnen. Nu was dit aantal gehalveerd.

## Medailles

### 3Brons
- Oscar Moglia, Ariel Olascoaga, Milton Scáron, Carlos Gonzáles, Sergio Matto, Raúl Mera, Héctor Costa, Nelson Demarco, Héctor Garcia, Carlos Blixen, Nelson Chelle en Ramiro Cortés — Basketbal, mannentoernooi

## Resultaten en deelnemers per onderdeel

### Atletiek
- Fermín Donazar

### Basketbal
- Carlos Blixen
- Ramiro Cortés
- Héctor Costa
- Nelson Chelle
- Nelson Demarco
- Héctor García Otero
- Carlos González
- Sergio Matto
- Oscar Moglia
- Raúl Mera
- Ariel Olascoaga
- Milton Scaron

### Roeien
- Pablo Carvalho
- Miguel Seijas

### Schermen
- Teodoro Goliardi

### Wielersport
Mannen 1.000m tijdrit
- Luis Pedro Serra — 1:12.3 (→ 5e plaats)

Mannen 4.000m ploegenachtervolging
- Alberto Velázquez
Eduardo Puertollano
Luis Pedro Serra
René Deceja — 14e plaats

Mannen individuele wegwedstrijd
- René Deceja — 5:31:58 (→ 33e plaats)
- Alberto Velázquez — niet gefinisht (→ niet geklasseerd)
- Eduardo Puertollano — niet gefinisht (→ niet geklasseerd)
- Raymundo Moyano — niet gefinisht (→ niet geklasseerd)

Afghanistan · Argentinië · Australië · Bahama's · België · Bermuda · Birma · Brazilië · Brits-Guiana · Bulgarije · Cambodja* · Canada · Ceylon · Chili · Colombia · Cuba · Denemarken · Duits eenheidsteam · Egypte* · Ethiopië · Fiji · Filipijnen · Finland · Frankrijk · Griekenland · Groot-Brittannië · Hongarije · Hongkong · Ierland · IJsland · India · Indonesië · Iran · Israël · Italië · Jamaica · Japan · Joegoslavië · Kenia · Liberia · Luxemburg · Malakka · Mexico · Nederland* · Nieuw-Zeeland · Nigeria · Noord-Borneo · Noorwegen · Oeganda · Oostenrijk · Pakistan · Peru · Polen · Portugal · Puerto Rico · Roemenië · Singapore · Sovjet-Unie · Spanje* · Taiwan · Thailand · Trinidad en Tobago · Tsjecho-Slowakije · Turkije · Uruguay · Venezuela · Verenigde Staten · Vietnam · Zuid-Afrika · Zuid-Korea · Zweden · Zwitserland*

*alleen deelgenomen in Stockholm